# Ronald Jerothe
Ronald Jerothe, cunoscut și ca "Foxy" (născut Ronald Gerote) (n. 24 mai 1947; d. 18 decembrie 1974) a fost un mafiot american și membru al bandei Bergin, ce opera din clubul lui John Gotti, Bergin Hunt and Fish Club în Ozone Park, Queens. Jerothe a fost ucis în 1974 de asociatul familiei mafiote Lucchese, Thomas "Two-Gun Tommy" DeSimone în urma unei dispute cu privire la sora lui Jerothe . 